# Aksayamati
Aksayamati (sânscrito: अक्षयमति ; também chamado de Consciência Inesgotável) é um bodisatva que aparece no Sutra de Lótus e no Sutra Aksayamatinirdeśa, dentro de outro o Sutra maior – o Sutra de Mahāvaipulya Mahāsamghāta.
Ele é reconhecido como um dos dezesseis bodhsatvas do Éon auspicioso (bhadrakalpa). Ele também tem a capacidade de perceber e compreender todas as ações de causa e efeito. No capítulo 25 do Sutra de Lótus, Aksayamati pede ao Buda que elabore o caráter do bodisatva “Avalokitesvara”.
Depois de receber uma explicação detalhada sobre as andanças do Bodhisattva pelo mundo, Aksayamati oferece a Avalokitesvara um colar de pérolas de grande valor. Avalokitesvara se recusa a princípio, mas Aksayamati implora que ele aceite isso pelo Darma, por compaixão. Avalokitesvara  finalmente aceita o colar por compaixão pela assembleia quádrupla, devas, nāgas, yakshas, gandharvas, asuras, garudas, kinnaras, mahoragas, humanos, não humanos, etc.